# Île Chambod-Merpuis
L'Île Chambod-Merpuis est un site naturel de Hautecourt-Romanèche, dans le département de l'Ain, sur les bords de l'Ain. Située entre Poncin, Hautecourt-Romanèche et Serrières-sur-Ain, en aval des falaises calcaires du Balvay et du Jarbonnet dans les Gorges de l’Ain, l’Ile Chambod-Merpuis a une histoire particulière. Née de la construction du Barrage d'Allement en 1960, cette île c’est avant tout 20 hectares de nature préservée au bord de la rivière d’Ain et un plan d’eau navigable de 15 km2.

## Description

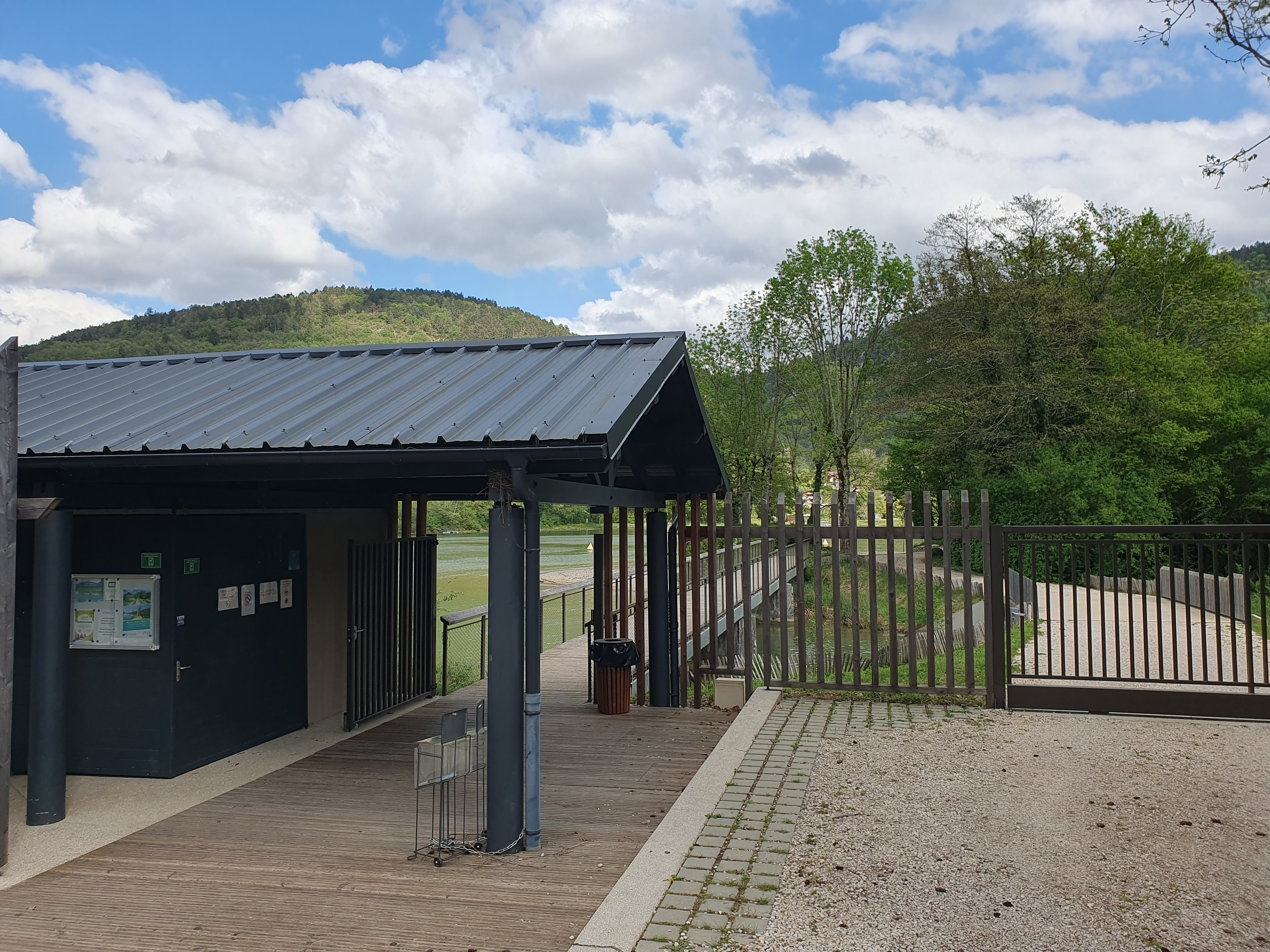
Entrée de l'île.

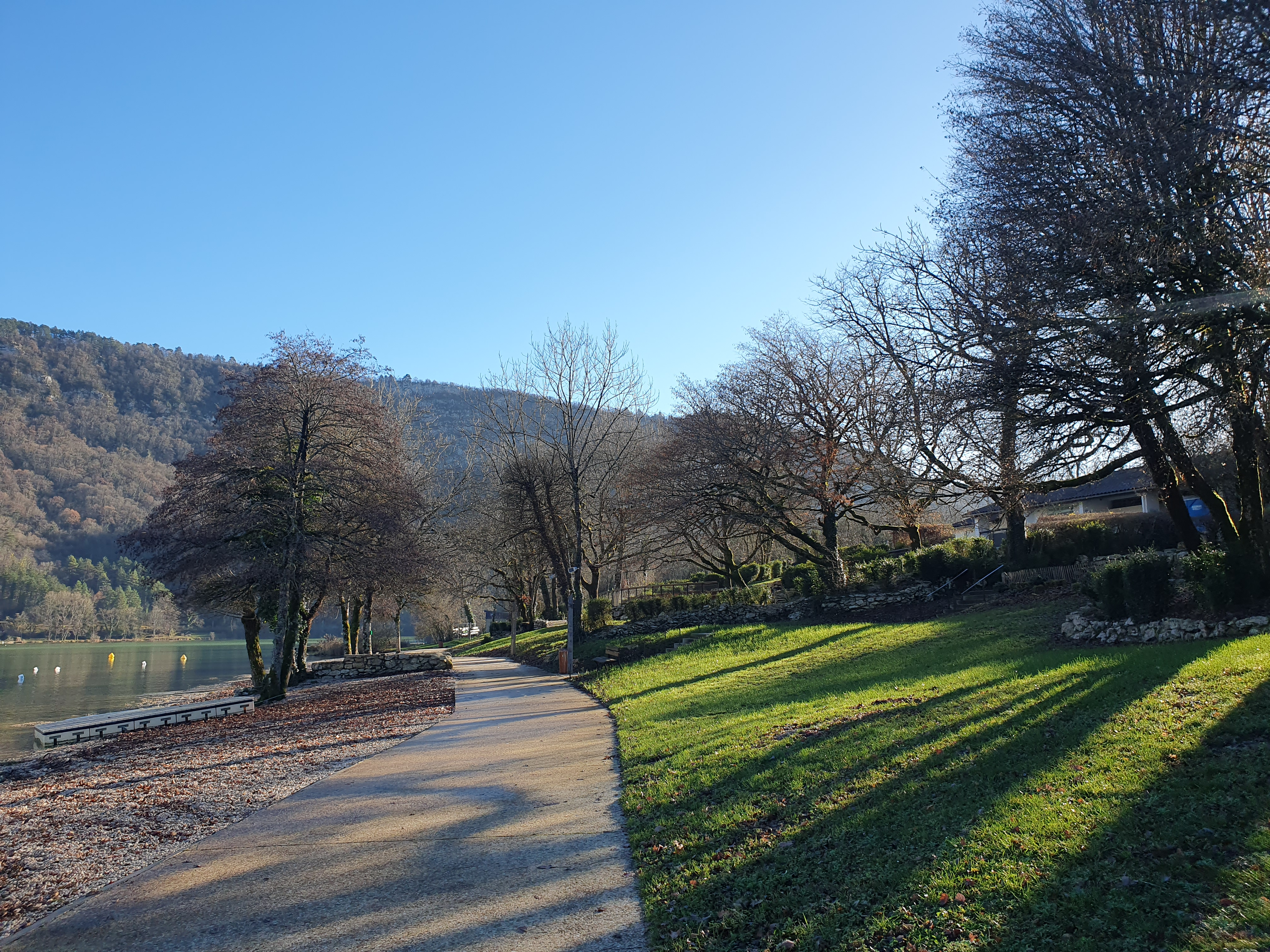
La plage en hiver.

L'île Chambod-Merpuis est une île de 20 hectares aménagée au public avec baignade au naturel dans les Gorges de l'Ain, entre les montagnes.
C'est aussi, un plan d'eau navigable sur 15 km, une plage aménagée en baignade surveillée, des pontons pour les sports nautiques (planche à voile, canoë-kayak, pédalo, paddle...) ou des départs de balades ou de randonnées,.
Conscient de ses nombreux atouts et pour renforcer son attrait touristique, le Syndicat Mixte de l’Aménagement de l’Île Chambod-Merpuis s’est engagé en 2019 dans un ambitieux projet de restructuration pour valoriser à la fois l’Ile Chambod (rive droite) et le site de Merpuis (rive gauche), mais aussi l’Espace Naturel Sensible (ENS) « Haute Vallée de l’Ain » récemment labellisé. Le site a été inauguré le 16 juillet 2021.

## Histoire
Chambod était un hameau. C’est aujourd’hui une île.
Jadis, la trentaine d’habitants cultivait la vigne. La plupart possédait aussi un petit troupeau de vaches dont le lait était transformé en emmental.
Mais en 1960, le hameau et ses activités agricoles, ont été engloutis par le lac formé par le barrage d’Allement.

## Faune et flore
L'île fait partie des Espaces Naturels Sensibles de la Haute vallée de l'Ain. Elle a été labellisée "ENS" par le Département de l'Ain en 2019. Véritables joyaux naturels et paysagers du Département de l'Ain, les sites bénéficiant du label ENS sont gérés de manière à préserver la biodiversité qu’ils accueillent et aménagés pour l’ouverture au public.

## Événement sportif
Le 15 juillet 2024, l'Île Chambod accueille l'arrivée de la 3e et dernière étape du Tour de l'Ain 2024, course cycliste française disputée chaque année dans le département de l'Ain. L'étape s’élance de Lagnieu et est longue de 153,1 km.